# 岡野唯
岡野 唯（おかの ゆい、1993年5月26日 - ）は、テレビ新広島のアナウンサー。元NHK福岡放送局の契約キャスター。元ローカルアイドル。福岡県福岡市出身。

## 来歴
幼少期を宮崎県宮崎市で過ごした。小学1年の時に剣道を、小学2年の時にバスケットボールも始めた。
福岡市立姪浜中学校、福岡県立城南高等学校を卒業した。中学時代はバスケットボール部に入部し、3年時にはキャプテンを務め、選抜メンバーにも選ばれた。高校時代は和太鼓部に入部し、部活引退後はチアリーディングにも挑戦した。北九州市立大学在学中は、法学を専攻した。
2012年11月、大学1年時にはミスキャンパスに出場し、特別賞を受賞。それがきっかけで、2013年5月、パジャコレ博多に加入し、福岡、熊本でモデル活動を始める。
2013年7月、Pajama Farm√13のメンバーにスカウトされ、よしもとクリエイティブ・エージェンシーに所属し北九州市のあるあるCityを中心にアイドル活動を始めた。劇場公演や九州各地でのイベント公演の他に、ラジオパーソナリティやリポーターとしても活動した。
2013年10月には、九州朝日放送・ドォーモのお天気お姉さんに、2014年3月からは、Jリーグ・ギラヴァンツ北九州の応援番組MCを務めた。2014年のアイドル時代には、一人芸No.1決定戦R-1ぐらんぷりにも出場したが、一回戦敗退となった。しかし何故かよしもとクリエイティブ・エージェンシー札幌所属と記載されていた。（本来であれば福岡所属）
アイドル時代に宮崎放送のリポーター佐々木舞夕と共演した。
また、沖縄国際映画祭にも参加し、ステージでNMB48メンバーらと「恋するフォーチュンクッキー」を踊ったり、初のレッドカーペットを経験した。
大学卒業後は就職するため、2015年8月31日にPajama Farm√13を卒業した。2016年3月には、ギラヴァンツ北九州の応援番組のMCも卒業した。
2016年4月、宮崎放送に入社した（スポーツキャスター）。同期入社に坂本奈都美がいる。
2019年2月21日、番組内で卒業を発表。
2019年4月、NHK福岡放送局に契約キャスターとして入局。
2023年3月25日、番組内で卒業を発表。
2024年4月1日、テレビ新広島にアナウンサーとして入社。

## 人物
血液型はA型、身長は164cm。
趣味はスポーツ観戦で、地元の福岡ソフトバンクホークスは、ミルクを飲んでいた頃から球場に通い、ダイエーホークス時代からのファン。また、アビスパ福岡のサポーター。
広島に移住してからは、広島のスポーツを応援するようになり、広島東洋カープとサンフレッチェ広島のファン・サポーターとなる。
休日はストレス発散のためバッティングセンターで過ごすことがあり、ホームランボードに当てた実績もある。
特技は「笑窪に鉛筆を挟むこと」。
防災士の資格を持つ。
趣味はサウナで、サウナ・スパ健康アドバイザー（資格）。
2歳年長の兄は枡田絵理奈アナウンサーと仕事をしており、繋がりがある。
好きな芸能人はNHK時代に何度か共演した槙野智章。
広島に移住後は、広島のお好み焼きを2日に1回食べている。

## 嗜好・挿話
NHK福岡局契約キャスターになってからは、大濠公園をランニングすることが日課となっていた。
大濠公園は1周2キロのランニングコースとなっていて、気づけば11周していたこともあったという。
2022年11月13日に開催された福岡マラソン2022で見事に完走し、翌日放送の『ロクいち!福岡』では、両足が張っている状態でスポーツコーナーを伝えた。
2023年3月には名古屋ウィメンズマラソンを完走。タイムは4時間半を切った。

## 担当番組
テレビ新広島時代（2024年度 - ）
- TSSライク!（サブキャスター：2024年4月 - ）
  - コーナー「キキコミ」リポーター（2024年4月 - ）

## 過去の担当番組
宮崎放送時代（2016年度 - 2018年度）
- MRTニュース Next（スポーツキャスター）

NHK福岡放送局時代（2019年度 - 2023年度）
- ロクいち!福岡（スポーツキャスター：2019年4月1日 - 2024年3月25日）
- 実感ドドド！「ラグビーワールドカップがやってくる！～開幕まで1週間・拡大SP～」（2019年9月13日、九州沖縄地方）
  - 実感ドドド！「ラグビーワールドカップがやってくる！～拡大SP～」（2019年9月20日（19日深夜）、NHK総合）
- NHK地域局発 1ミリ革命 みんなでローカルグッド 第2回「地域活性化にJリーグをいかせ!」（リモート出演：2023年5月31日）
- Jリーグ2024
  - 開幕節「アビスパ福岡」対「北海道コンサドーレ札幌」（リポート：2024年2月24日[5]・福岡県域、北海道域）

テレビ新広島時代（2024年度 - ）
- Live選挙サンデー超速報SP（2024年10月27日）開票速報

## 出場
- 2022年11月13日 福岡マラソン2022 完走
- 2023年3月12日 名古屋ウィメンズマラソン2023 完走